# Cristian Manuel Chávez
Cristian Manuel Chávez (* 16. Juni 1986 in Pilar, Buenos Aires) ist ein argentinischer ehemaliger Fußballnationalspieler. 

## Vereinskarriere
Cristian Manuel Chávez debütierte im Jahr 2005 für die Boca Juniors, als er bei der Partie gegen Club Almagro zur zweiten Halbzeit eingewechselt wurde.
Seine nächsten Spiele bestritt Chávez jedoch erst zwei Jahre später. Im selben Jahr gewann Boca die Copa Libertadores, wobei Chávez dort nicht zum Einsatz kam. Durch den Titelgewinn qualifizierte sich der Hauptstadtclub für die im Folgejahr ausgetragene Recopa Sudamericana gegen Arsenal de Sarandí. Beim 2:2 im Rückspiel, welches nach dem 3:1-Hinspielerfolg zum Gewinn des Supercups reichte, wurde Chávez in der Schlussphase eingewechselt.
Nachdem Chávez auch in den folgenden Spielzeiten nur als Ergänzungsspieler agierte, wurde er 2010 zum Stammspieler.

## Nationalmannschaftskarriere
Cristian Manuel Chávez gab sein Debüt für die Argentinische Fußballnationalmannschaft am 16. März 2011 im Freundschaftsspiel gegen Venezuela.

## Erfolge
- Primera División: Apertura 2008
- Copa Libertadores: 2007
- Recopa Sudamericana: 2008